# Lowiaceae
Lowiaceae es una familia de plantas  con un solo género, Orchidantha, con 15 especies. La familia fue reconocida por sistemas de clasificación modernos como el sistema de clasificación APG III (2009) y el APWeb (2001 en adelante). Se distribuyen desde el sur de China a Borneo. Orchidantha significa "flor-orquídea", pues sus pétalos se encuentran modificados teniendo un parecido a las orquídeas. Los miembros de esta familia pueden reconocerse porque sus hojas tienen venas longitudinales que ascienden abruptamente y aparentan estar bastante distantes (algunas son mucho más prominentes que las otras), con venas secundarias cruzadas fuertemente desarrolladas que son más evidentes en la parte abaxial que en la adaxial. Las flores poseen el sépalo medio adaxial, el pétalo medio forma un labelo abaxial bien desarrollado, y los dos pétalos laterales son pequeños. La familia es pobremente conocida.

## Diversidad
La diversidad taxonómica de Zingiberales está presentada en la flora global hasta géneros editada por Kubitzki (1998). En cada región hay floras locales, en las regiones hispanoparlantes esperablemente en español, que describen los Zingiberales y si se encuentran en la región, los géneros y especies de Lowiaceae presentes en la región que la flora abarca, que pueden ser consultadas en instituciones dedicadas a la botánica con bibliotecas accesibles al público como los jardines botánicos. Las floras pueden ser antiguas y no encontrarse en ellas las últimas especies descriptas en la región, por lo que una consulta a la última literatura taxonómica primaria (las últimas monografías taxonómicas, revisiones taxonómicas y los últimos inventarios (checklists) de las especies y géneros en la región) o con un especialista local que esté al tanto de ellas puede ser necesaria. Los últimos volúmenes de las floras más modernas usualmente siguen una clasificación basada en el APG -pueden tener algunas diferencias-, pero muchas familias como pueden encontrarse en floras y volúmenes más antiguos sufrieron cambios importantes en los grupos que las componen o incluso en su concepto taxonómico por lo que una comparación con la circunscripción como aquí dada puede ser necesaria para sincronizarlas.
A continuación se repasará brevemente la diversidad de Lowiaceae. Su función es tener una imagen de cada familia al leer las secciones de Ecología, Filogenia y Evolución.
(galería)

## Ecología
Se distribuyen desde el sur de China a Borneo.
Las flores duran un solo día, y muchas veces se sostienen en una posición invertida, con el sépalo medio adaxial y el pétalo medio formando un labelo. En algunos clados las flores son muy aromáticas: por ejemplo una especie, Orchidanthera inouei de Borneo, aparentemente no tiene néctar pero imita el olor de los animales para atraer pequeños escarabajos comedores de heces (del clado Scarabeidae) de forma que funcionan como polinizadores (Sakai y Inoue 1999).

## Filogenia y Taxonomía
Introducciones teóricas en Filogenia, Taxonomía
Johansen (2005) provee una filogenia de la familia.
La familia fue reconocida por el APG III (2009), el Linear APG III (2009) le asignó el número de familia 83. La familia ya había sido reconocida por el APG II (2003).

Lista de especies y sinónimos, sensu Royal Botanic Gardens, Kew citado en el APWeb (visitado en enero de 2011):
- Orchidantha N.E.Br.
  - Orchidantha borneensis  N.E.Br., Gard. Chron., n.s. (1886)
  - Orchidantha chinensis  T.L.Wu (1964)
  - Orchidantha fimbriata  Holttum (1970)
  - Orchidantha foetida  Jenjitt. & K.Larsen (2002 publ. 2003)
  - Orchidantha grandiflora  Mood & L.B.Pedersen (2001)
  - Orchidantha holttumii  K.Larsen (1993)
  - Orchidantha inouei  Nagam. & S.Sakai (1999)
  - Orchidantha insularis  T.L.Wu (1964)
  - Orchidantha laotica  K.Larsen (1961)
  - Orchidantha longiflora  (Scort.) Ridl. (1924)
  - Orchidantha maxillarioides  (Ridl.) K.Schum. (1900)
  - Orchidantha quadricolor  L.B.Pedersen & A.L.Lamb (2001)
  - Orchidantha sabahensis  A.L.Lamb & L.B.Pedersen (2001)
  - Orchidantha siamensis  K.Larsen (1961)
  - Orchidantha suratii  L.B.Pedersen, J.Linton & A.L.Lamb (2001)
  - Orchidantha vietnamica  K.Larsen, Adansonia, n.s. (1973 publ. 1974)

Sinonimia
- Lowia Scort. =  Orchidantha N.E.Br.
- Protamomum Ridl. =  Orchidantha N.E.Br.
- Wolfia Post & Kuntze (SUH) =  Orchidantha N.E.Br.

SUH: sinónimo, no disponible, ilegítimamente después homónimo

## Evolución
Se sugiere que Lowiaceae divergió de los otros Zingiberales hace unos 78 millones de años (Janssen y Bremer 2004). 